# لوكاندة المفاجآت (فلم)
لوكاندة المفاجآت هو فيلم مصري عرض عام 1959، بطولة إسماعيل ياسين، وهند رستم، وعبد المنعم إبراهيم، ومن إخراج عيسى كرامة.

## قصة الفيلم
يفتح شابان مكتبًا للقيام بأعمال البوليس السري. يحضر بالمكتب رجل يطلب منه أن يبحث عن كلب عشيقته الراقصة الذي خرج ولم يعد. يعجز المحققان عن إيجاد الكلب ويقرران تسليم كلب آخر شبيه. يذهب أحدهما إلى الفندق لتسليم الراقصة الكلب المزيف بعدما بدل شكله ليصبح مماثلاً للكلب المفقود. وفي الفندق تحدث أحداث غير متوقعة.

## طاقم التمثيل
- إسماعيل ياسين: (كتكوت الحدق)
- هند رستم: (نبلة الراقصة)
- عبد المنعم إبراهيم: (زغلول النمس)
- سهير البابلي: (فلة)
- محمد توفيق: (مشمش)
- رياض القصبجي: (ظريف أفندي - وكيل الفندق)
- فهمي أمان: (قنديل العتم - عم فلة)
- ليلى حمدي: (رفيعة هانم - زوجة قنديل العتم)
- عبد الغني النجدي: (قناوي)
- جمالات زايد: (زوجة قناوي)
- حسن أتلة: (حسن - من أفراد العصابة)
- صالحة قاصين: (السيدة ضعيفة السمع)
- محسن حسنين: (من أفراد العصابة)
- إبراهيم حشمت: (مدير الفندق)
- عز الدين إسلام: (أحمد رشاد المحامي)
- طوسون معتمد: (من أفراد العصابة)
- حلمي عبد الوهاب: (من نزلاء الفندق)

## فريق العمل
- إخراج: عيسى كرامة
- قصة وسيناريو: عيسى كرامة
- حوار: عبد الفتاح السيد
- مدير التصوير: مصطفى حسن
- مونتاج: نجيب عرفة، فتحي صالح
- إنتاج: أفلام العالم الجديد (مصطفى حسن)
- توزيع: أفلام إدوار خياط

## روابط خارجية
- لوكاندة المفاجآت على موقع IMDb (الإنجليزية)
- لوكاندة المفاجآت على موقع قاعدة بيانات الأفلام العربية